# Plaza República de Armenia
La Plaza República de Armenia es una pequeña plaza de la comuna de Ñuñoa, Santiago de Chile, ubicada en la intersección norte de Av. Irarrázaval con Av. Chile España/Av. José Pedro Alessandri. Fue inaugurada por el alcalde Pedro Sabat en 1988 para homenajear a la República de Armenia y a los inmigrantes provenientes de dicha nación euroasiática que habitan en el país.
A su alrededor existen abundantes locales comerciales, restaurantes, cafés, bares, un centro comercial "caracol" y muy cerca, una cuadra hacia el poniente (en Av. Irarrázaval con Av. Suecia), se encuentra un local expreso de supermercados Líder. Frente a la plaza, en la esquina nororiente, existía la pequeña y hermosa iglesia Priorato de Cristo Rey perteneciente a la Fraternidad Sacerdotal San Pío X, de estilo gótico, demolida en 2009 para el ensanche de la Av. Chile España.
Esta intersección es un importante punto de combinación entre la Estación Chile España del Metro de Santiago (Línea 3) y estaciones de transbordo con buses del sistema Red Metropolitana de Movilidad. A futuro se proyecta que también pase por aquí la futura Línea 8 (en dirección norte-sur).

## Plazoleta Cuerpo de Bomberos de Ñuñoa

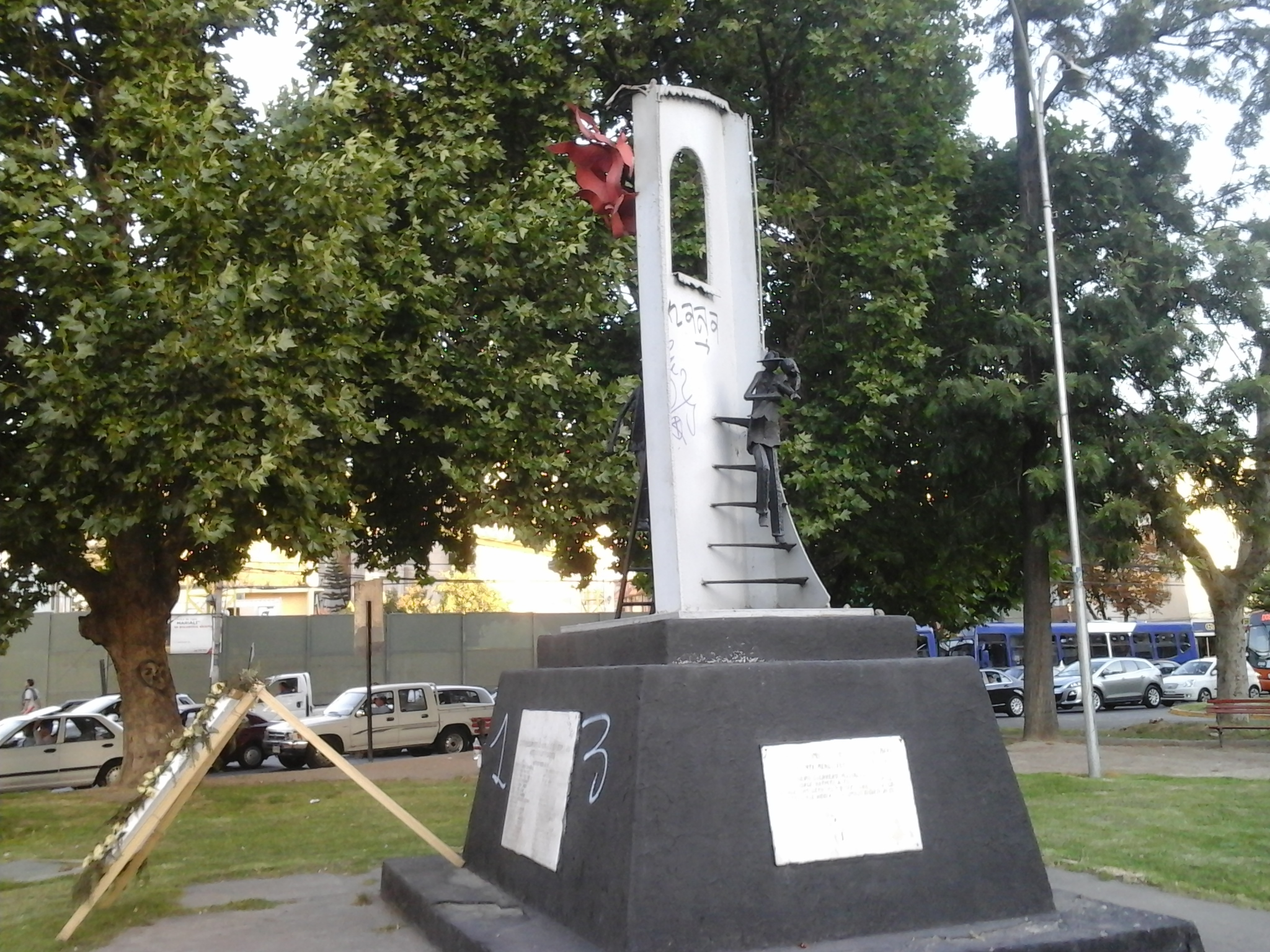
Plazoleta Cuerpo de Bombers de Ñuñoa

Al sur de la Plaza República de Armenia se encuentra la Plazoleta Cuerpo de Bomberos de Ñuñoa, la cual posee un monumento en honor a los bomberos de la comuna.